# Gower Street (Londres)
Pour les articles homonymes, voir Gower Street.
Gower Street est une rue de Londres.

## Situation et accès
Située dans le quartier Bloomsbury, Central London, et appartenant au district de Camden, elle relie Euston Road au nord et Montague Place au sud.
La station de métro la plus proche, au nord, est Euston Square, desservie par les lignes  Circle  Hammersmith & City  Metropolitan. 

## Origine du nom
Le nom de la rue évoque la mémoire de lady Gertrude Leveson-Gower qui épousa le 4e duc de Bedford en 1737.

## Historique

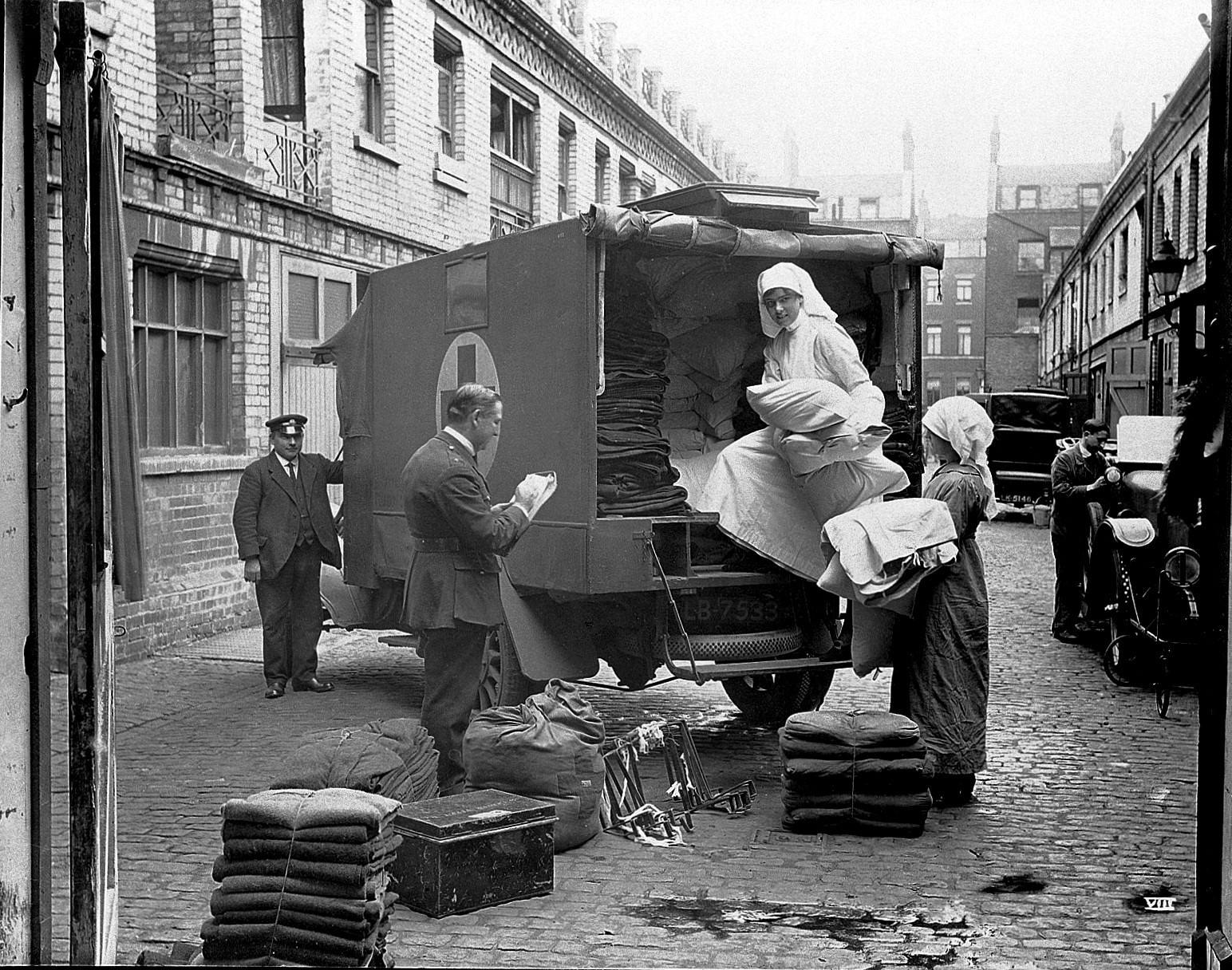
Chargement d'un bus de couvertures à Gower Street en 1918. Wellcome Library.

## Bâtiments remarquables et lieux de mémoire
L'University College London (UCL) et la Royal Academy of Dramatic Art (RADA) sont des établissements situés le long de la rue, ainsi qu'une partie de l'University College Hospital. Parmi les nombreux bâtiments d'UCL, le Cruciform Building est emblématique de l'université et de la rue, à la fois pour sa façade rouge vif et pour sa forme particulière en croix.

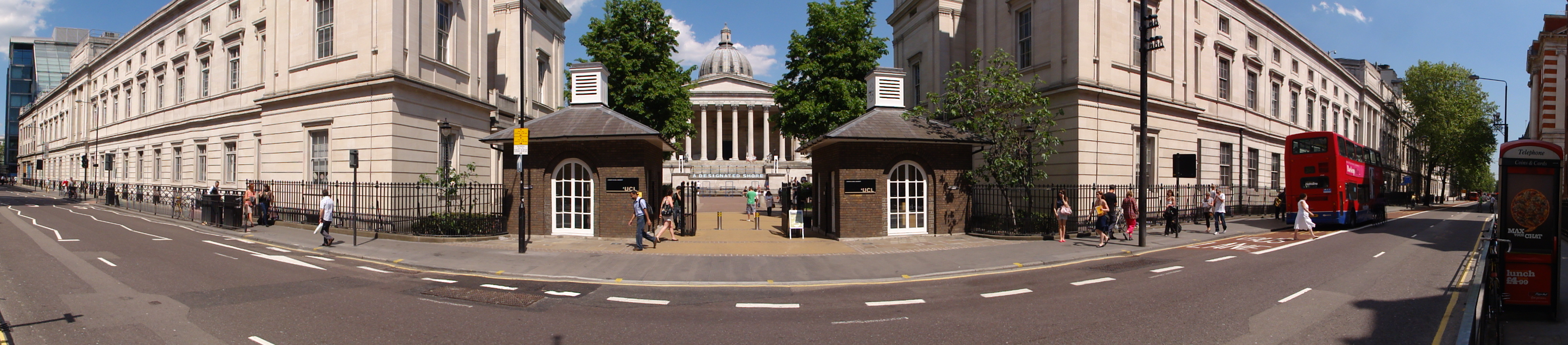
Entrée de l'University College London.

Parmi les résidents célèbres de la rue, on peut citer : Charles Darwin (naturaliste), George Dance le Jeune (architecte), Millicent Fawcett (féministe), etc. De plus, de 1976 à 1995, un bâtiment anonyme du 140 Gower Street accueillait les quartiers généraux du MI-5, le service de renseignements intérieur britannique.
Le 185 North Gower Street (rue attenante à Gower Street, au Nord) a servi de lieu de tournage du 221B Baker Street, l'adresse de l'appartement de Sherlock Holmes dans l'adaptation télévisée de la BBC en 2010, Sherlock.